# Блуа (округ)
Округ Блуа (фр. Arrondissement de Blois) — округ у Франції, в департаменті Луар і Шер. 2023 року округ об'єднував 93 муніципалітети, населення становило 151 162 особи.
Адміністративний центр (супрефектура) — Блуа.

## Муніципалітети
Список муніципалітетів округу та їхні коди INSEE:
1. Аваре (41008)
2. Авердон (41009)
3. Біна (41017)
4. Блуа (41018)
5. Бозі (41013)
6. Бос-ла-Ромен (41173)
7. Брасьє (41025)
8. Бріу (41027)
9. Буасо (41019)
10. Валансісс (41142)
11. Валер (41266)
12. Валлуар-сюр-Сісс (41055)
13. Везен-сюр-Луар (41167)
14. В'єві-ле-Рее (41273)
15. Віллербон (41288)
16. Віллермен (41289)
17. Вільбару (41276)
18. Вільксантон (41292)
19. Вільнев-Фрувіль (41284)
20. Вільфранкер (41281)
21. Віней (41295)
22. Епіє (41077)
23. Ербо (41101)
24. Жон (41105)
25. Канде-сюр-Беврон (41029)
26. Конан (41057)
27. Конкр'є (41058)
28. Кормере (41061)
29. Круї-сюр-Коссон (41071)
30. Кур-сюр-Луар (41069)
31. Кур-Шеверні (41067)
32. Курбузон (41066)
33. Ла-Маделен-Вільфруен (41121)
34. Ла-Ферте-Сен-Сір (41085)
35. Ла-Шапель-Сен-Мартен-ан-Плен (41039)
36. Ла-Шапель-Вандомуаз (41040)
37. Ла-Шоссе-Сен-Віктор (41047)
38. Ланд-ле-Голуа (41109)
39. Ланком (41108)
40. Ле-Монті (41147)
41. Ле-Плессі-л'Ешель (41178)
42. Лестью (41114)
43. Лорж (41119)
44. Мав (41130)
45. Мароль (41128)
46. Маршенуар (41123)
47. Маслів (41129)
48. Мелан (41137)
49. Менар (41134)
50. Мер (41136)
51. Мон-пре-Шамбор (41150)
52. Монліво (41148)
53. Монто (41144)
54. Монту-сюр-Б'євр (41145)
55. Мюїд-сюр-Луар (41155)
56. Мюльсан (41156)
57. Неві (41160)
58. Отенвіль (41006)
59. Рії-сюр-Луар (41189)
60. Родон (41188)
61. Рош (41191)
62. Самбен (41233)
63. Сантене (41234)
64. Селлетт (41031)
65. Сен-Боер (41203)
66. Сен-Дені-сюр-Луар (41206)
67. Сен-Діе-сюр-Луар (41207)
68. Сен-Жерве-ла-Форе (41212)
69. Сен-Клод-де-Діре (41204)
70. Сен-Леонар-ан-Бос (41221)
71. Сен-Лоран-де-Буа (41219)
72. Сен-Лоран-Нуан (41220)
73. Сен-Любен-ан-Вергоннуа (41223)
74. Сен-Сір-дю-Го (41205)
75. Сен-Сюльпіс-де-Поммре (41230)
76. Сент-Етьєнн-де-Гере (41208)
77. Сер (41246)
78. Сері (41245)
79. Сюевр (41252)
80. Тальсі (41253)
81. Тур-ан-Солонь (41262)
82. Турі (41260)
83. Ук-Ла-Нувель (41171)
84. Фонтен-ан-Солонь (41086)
85. Фоссе (41091)
86. Франсе (41093)
87. Шай (41032)
88. Шамбор (41034)
89. Шампіньї-ан-Бос (41035)
90. Шеверні (41050)
91. Шитне (41052)
92. Шомон-сюр-Луар (41045)
93. Юїссо-сюр-Коссон (41104)